# Eichbaumsee
Der Eichbaumsee liegt im Südosten Hamburgs in den Marschlanden im Stadtteil Allermöhe.
Der See ist etwa einen Kilometer lang, 280 Meter breit und hat eine Fläche von 0,24 km². Seine größte Tiefe beträgt 16 Meter. Er entstand 1972 nach dem Sandabbau, der für die Autobahn A25 benötigt wurde, und wird nur von Grundwasser gespeist.
Bis zum Ausbau der Regattastrecke (1977) in der Dove Elbe stand er mit dieser noch in direkter Verbindung, heute erfolgt wohl nur noch ein geringer Wasseraustausch mit der Dove Elbe durch durchlässige Sedimentschichten.
Der See war ein bei der Hamburger Bevölkerung beliebter Badesee, der jedoch in heißen Sommern immer wieder stark von Algen befallen ist. Trotz Sanierungsmaßnahmen durch Tiefenwasserbelüftung mit einer als „Polyp I“ bezeichneten Anlage im März 2005 und im März 2007 mit „Polyp II“ musste das Baden wegen der Blaualgen untersagt werden. Von 2007 bis 2023 war ein generelles Badeverbot ausgesprochen. Im Januar 2023 wurde beschlossen, das Baden testweise am Ostufer zu ermöglichen. Die Wasserqualität ist laut BUKEA ausgezeichnet.
Der Eichbaumsee wird vom Anglerverband Hamburg mit Karpfen, Hechten, Zandern und Schleien besetzt und war vor dem Fischsterben 2009 besonders wegen des Fanges großer Karpfen bekannt.
Auf der Wiese östlich des Sees findet jedes Jahr im Sommer das Wutzrock-Festival statt.